# Bertil Hille
Bertil Hille (né le 10 octobre 1940) est professeur émérite et professeur doté Wayne E. Crill au département de physiologie et de biophysique de l'Université de Washington . Il est particulièrement connu pour ses recherches pionnières sur la signalisation cellulaire par les canaux ioniques. Son livre Ion Channels of Excitable Membranes est l'ouvrage standard sur le sujet, apparaissant dans plusieurs éditions depuis sa première publication en 1984 .

## Biographie
Hille est né à New Haven, Connecticut. Il est le fils d'Einar Hille, professeur de mathématiques à Yale et membre de l'Académie nationale des sciences des États-Unis et de l'Académie royale des sciences de Suède. Il fréquente la Foote School et la Westminster School (Connecticut) .
Hille obtient son BS summa cum laude en zoologie de l'Université Yale (1962) et son doctorat en sciences de la vie de l'Université Rockefeller (1967). Au cours de son doctorat, Hille commence sa collaboration à long terme avec Clay Armstrong, avec qui il partage de nombreux prix plusieurs décennies plus tard. Après avoir terminé son doctorat, Hille participe aux recherches postdoctorales avec Alan Lloyd Hodgkin (lauréat du prix Nobel 1963 pour la base des potentiels d'action nerveux) et Richard Keynes à l'Université de Cambridge, en Angleterre .
En 1968, Hille rejoint le Département de physiologie et de biophysique de la faculté de médecine de l'Université de Washington. En 2005, il est nommé professeur doté Wayne E. Crill. Le 1er juillet 2021, il devient professeur émérite .
Bertil Hille est marié à Merrill Burr Hille, professeur émérite de biologie à l'Université de Washington, et a deux fils, Erik Darwin Hille et Jon Trygve Hille Gray .

## Contributions scientifiques
Bertil Hille est le pionnier du concept de canaux ioniques en tant que protéines membranaires formant des pores aqueux fermés (avec Clay Armstrong) ,. Il montre que les canaux Na + et K + des axones peuvent être distingués par des médicaments tels que la tétrodotoxine et l'ion tétraéthylammonium, et que leur sélectivité ionique peut être comprise par une taille de pore limitante, le filtre de sélectivité, et par des mouvements d'ions à travers une série de sites saturables. Il montre que les anesthésiques locaux pénètrent dans les canaux Na + d'une manière dépendante de l'état ,,. 
En 1984, Hille lance une nouvelle direction d'étude de la modulation des canaux ioniques par les récepteurs couplés aux protéines G. Il distingue deux nouvelles voies de signalisation pour les cellules excitables. Une voie rapide sensible à la toxine coquelucheuse a activé les canaux K + rectificateurs entrants et désactivé les canaux Ca2 + par les sous-unités Gβγ de la protéine G. Une voie lente, insensible à la toxine coquelucheuse, a désactivé certains canaux K+ et Ca2+ en appauvrissant les phosphoinositides de la membrane plasmique, le phosphatidylinositol 4,5-bisphosphate (PIP2). De nouveaux outils et découvertes du laboratoire Hille, ainsi que la découverte initiale (1996) du laboratoire de Donald W. Hilgemann à UT sud-ouest, démontrent que PIP2 est un cofacteur essentiel pour de nombreux canaux ioniques et transporteurs. Le lipide de signalisation de faible abondance PIP2 joue en effet un rôle important dans la régulation de l'excitabilité neuronale et cardiaque. Hille développe un modèle détaillé du mécanisme de perte de PIP2 et de ses effets sur l'inhibition muscarinique des canaux M ,.
Hille publie plus de 200 articles et chapitres de livres . Il est l'auteur de plusieurs éditions de Ion Channels of Excitable Membranes, décrit comme une introduction essentielle non seulement pour les débutants mais aussi pour les lecteurs dans les domaines de la biochimie et de la biophysique. Le livre de Hille est considéré comme marquant un tournant dans le domaine ,, définissant l'ère moderne des études sur les canaux ioniques .

## Prix et distinctions
En 1986, il est élu à l'Académie nationale des sciences . En 1990, il reçoit le Prix Bristol-Myers Squibb, en 1996 le Prix Louisa-Gross-Horwitz à l'Université Columbia (avec Clay Armstrong) ,. En 1998, il devient membre de l'Académie américaine des arts et des sciences . En 1999, il obtient le Prix Albert-Lasker pour la recherche médicale fondamentale (avec Rod MacKinnon et Clay Armstrong)  et en 2001 le Prix Gairdner (avec Armstrong et MacKinnon), "Pour l'élucidation du mécanisme d'action et de la structure moléculaire des canaux cationiques" . En 2002, il est élu à l'Institut de médecine (maintenant l'Académie nationale de médecine).